# Amarchinta
Amarchinta (o Atmakur) fou un antic principat (samasthan) o estat tributari d'Hyderabad a l'Índia.
Estava situat al districte de Raichur dins del territori del nizam d'Hyderabad i avui dia a Karnataka. Estava format per 69 viles amb una població el 1901 de 34.147 habitants. La capital era Atmakur amb 2.330 habitants (1901). Pagava al nizam un tribut de 6.363 rúpies. No hi ha registres històrics del samasthan d'Amarchinta; l'estat està separat del samasthan de Gadwal pel riu Kistna que corre pel sud.
Fou governat per una família de rages un membre de la qual, el raja Sriram Bhupal va morir i li va sobreviure la seva esposa que fou acceptada com a sobirana legítima.